# John Catlin (Politiker)

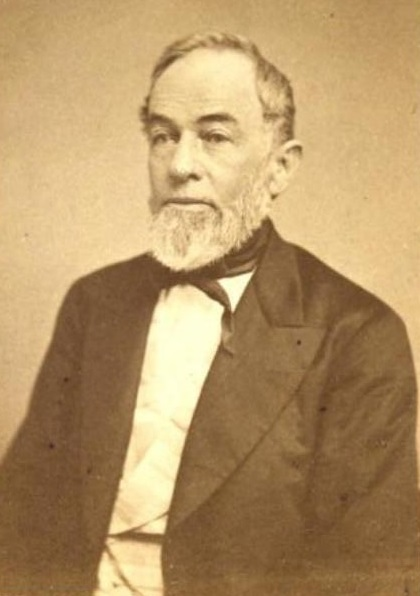
John Catlin

John Catlin (* 13. Oktober 1803 in Orwell, Vermont; † 4. August 1874 in Elizabeth, New Jersey) war ein US-amerikanischer Politiker. In den Jahren 1848 und 1849 war er kommissarischer Gouverneur im Wisconsin-Territorium.

## Werdegang
John Catlin besuchte eine Schule in Shoreham und arbeitete danach neun Jahre lang als Lehrer. Nach einem Jurastudium und seiner 1833 erfolgten Zulassung als Rechtsanwalt begann er in diesem Beruf zu arbeiten. Im Jahr 1836 zog er nach Mineral Point im Wisconsin-Territorium. Dort war er auch an der Gründung einer Bank beteiligt. Später zog er nach Madison, wo er Posthalter war. Außerdem war er sowohl beim Repräsentantenhaus des Territoriums als auch beim dortigen Gerichtshof angestellt. Politisch schloss er sich der Demokratischen Partei an. Im Jahr 1846 wurde er von US-Präsident James K. Polk zum Secretary des Wisconsin-Territoriums ernannt. Bei der Staatsgründung von Wisconsin im Mai 1848 ging nicht das ganze vormalige Territorium in dem neuen Staat auf. Der verbleibende Rest des Territoriums blieb bis zum 3. März 1849 selbständig als Wisconsin-Territorium erhalten. Für diese Zeit wurde Catlin zum kommissarischen Territorialgouverneur ernannt. Dann wurde das Gebiet dem neuen Minnesota-Territorium zugeschlagen.
Später zog John Catlin nach Milwaukee. Er war Bezirksstaatsanwalt und dann Richter im Dane County. Außerdem engagierte er sich im Eisenbahngeschäft. Dabei wurde er Präsident der Eisenbahngesellschaft Milwaukee and Mississippi Railroad. Überdies gehörte er zu den Gründern der Wisconsin Historical Society. Später zog er nach Elizabeth in New Jersey, wo er seinen Ruhestand verbrachte. Dort ist er am 4. August 1874 auch verstorben.